# Varnsdorf
Varnsdorf (deutsch Warnsdorf, obersorbisch Warnoćicy) ist eine Stadt Okres Děčín in Tschechien.

## Geographie

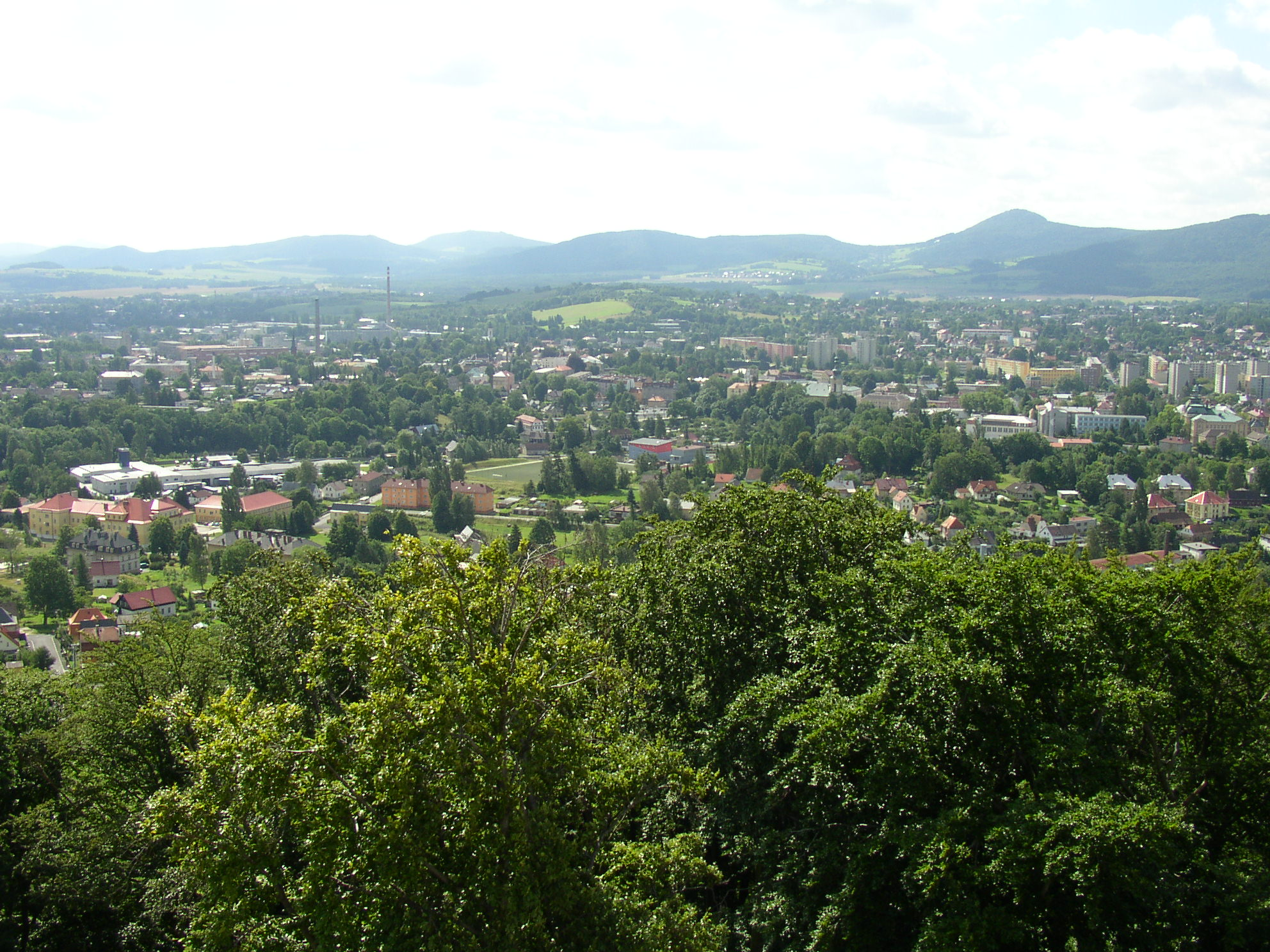
Varnsdorf und nähere Umgebung

Die Stadt liegt in 350 m üM im Böhmischen Niederland an der Mandau zwischen Seifhennersdorf und Großschönau. Sie wird dem Schluckenauer Zipfel zugeordnet. Nördlich erhebt sich der Spitzberg (539 m). Varnsdorf grenzt im Norden, Osten und Südosten an Sachsen.

### Stadtgliederung
Die Stadt Varnsdorf besteht aus den Ortsteilen Studánka (Schönborn), Světliny 1.díl (Lichtenhain – Schönborner Anteil) und Varnsdorf. Grundsiedlungseinheiten sind Gerhus, Hraniční Buk (Bei der Grenzbuche), Pěnkavčí vrch (Finkendorf), Pod Hrádkem, Pod nádražím, Pod Špičákem, Střed I, Střed II, Střed III, Studánka, Světliny, Špičák, U cihelny, U divadla, U hranic, U hřbitova, U kostela bez věže, U koupaliště, U lomu, U Mandavy, U Mělníka, U nemocnice, U Podluží (Schneckendorf), U polikliniky, U skály und Varnsdorf u kostela.
Das Stadtgebiet gliedert sich in die Katastralbezirke Studánka u Rumburku und Varnsdorf.

### Nachbarorte
| Rumburk (Rumburg)        | Seifhennersdorf                                        | Leutersdorf             |
| Krásná Lípa (Schönlinde) | Kompassrose, die auf Nachbargemeinden zeigt            | Hainewalde, Großschönau |
| Rybniště (Teichstatt)    | Horní Podluží (Obergrund), Dolní Podluží (Niedergrund) |                         |

## Geschichte

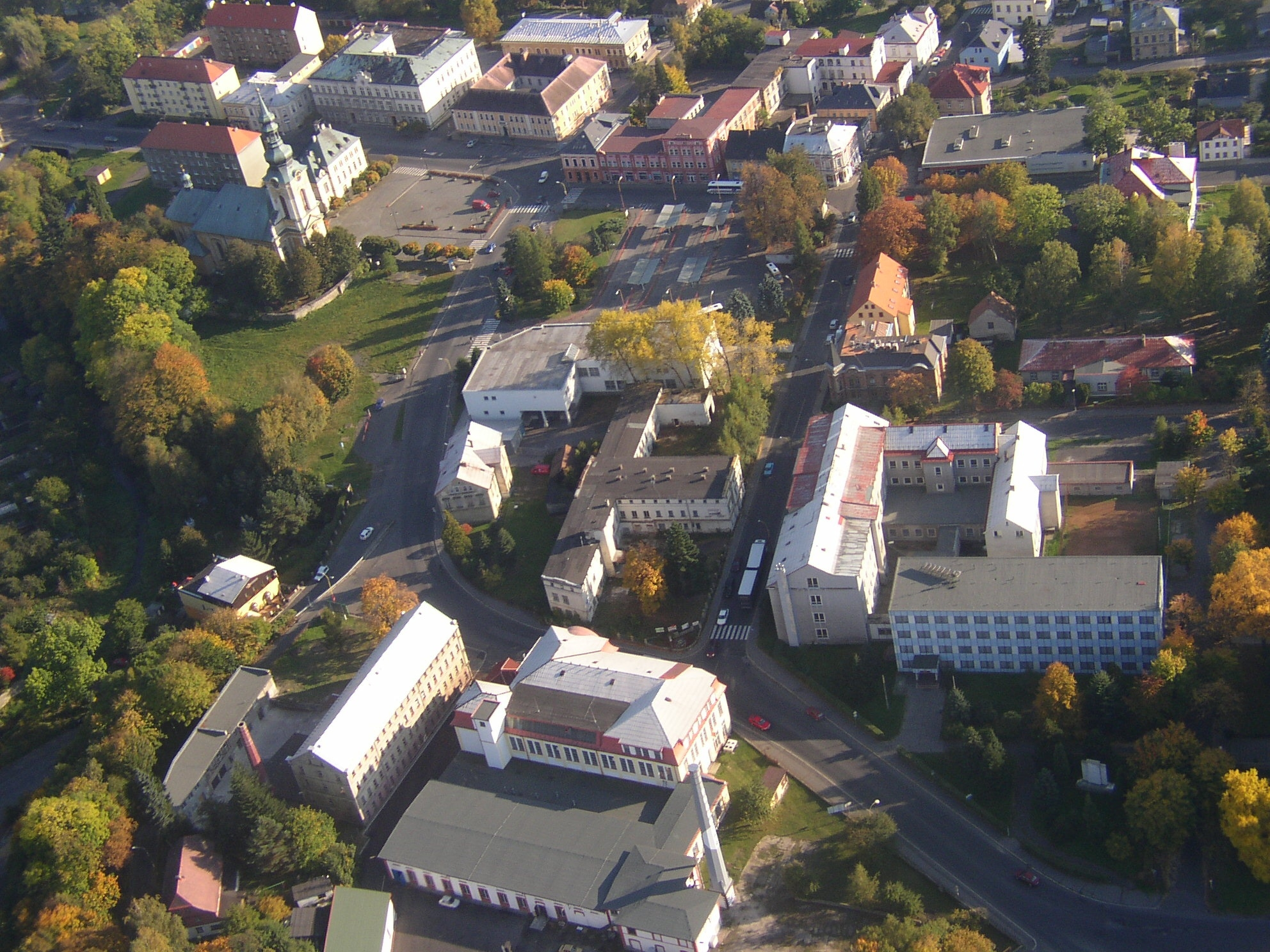
Luftaufnahme von Marktplatz und Kirche in Varnsdorf

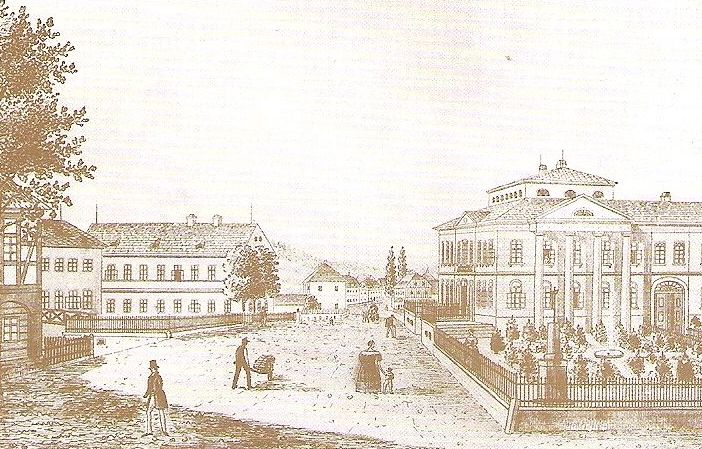
Webe- und Druckwarenfabrik G. A. Fröhlich’s Sohn (um 1870)

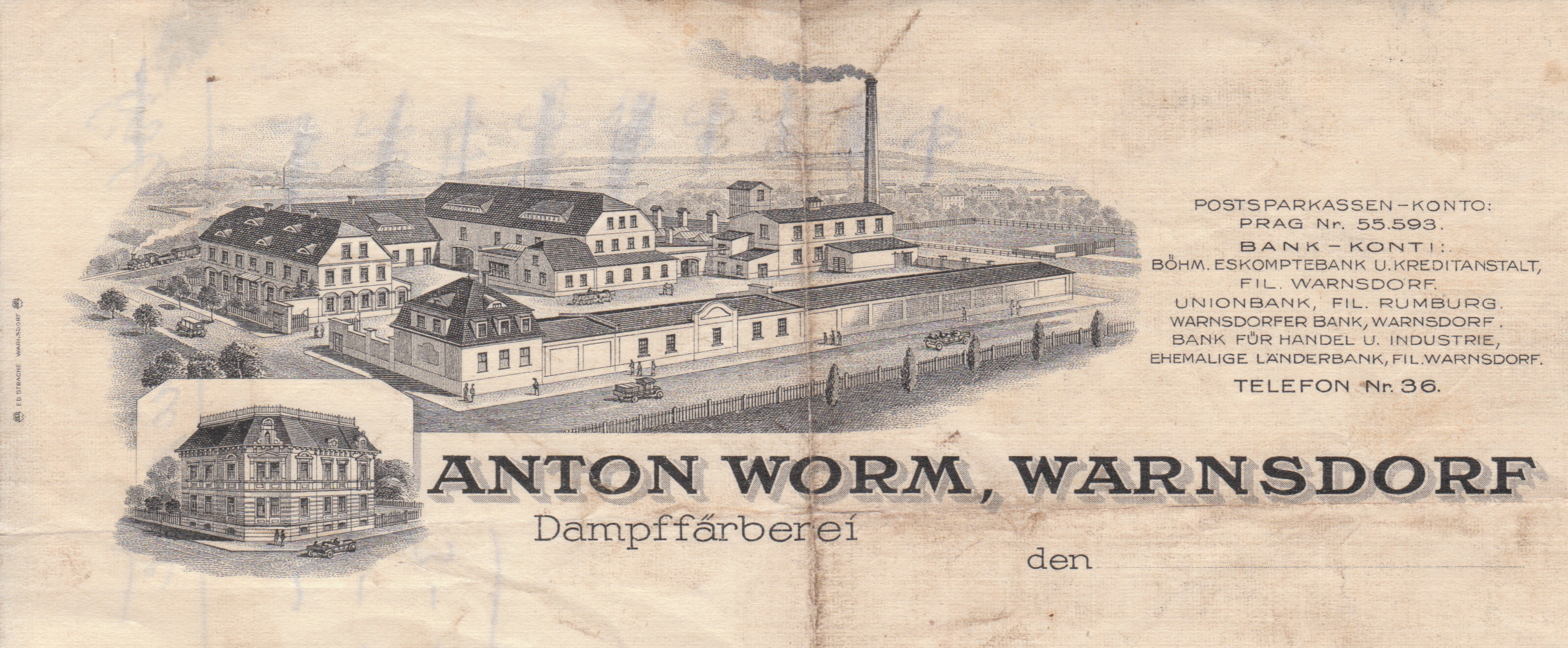
Dampffärberei Anton Worm

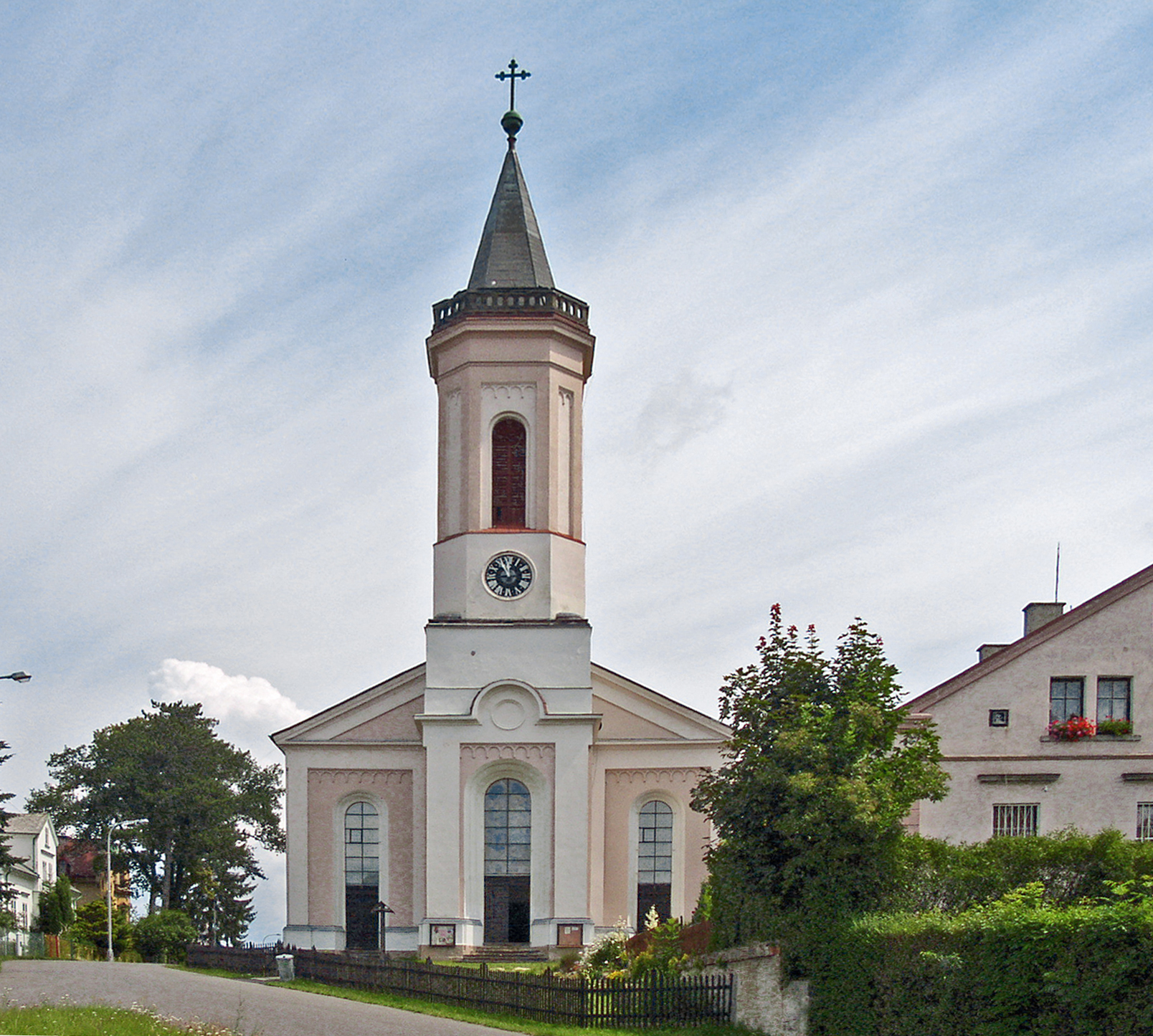
Altkatholische Kirche Varnsdorf

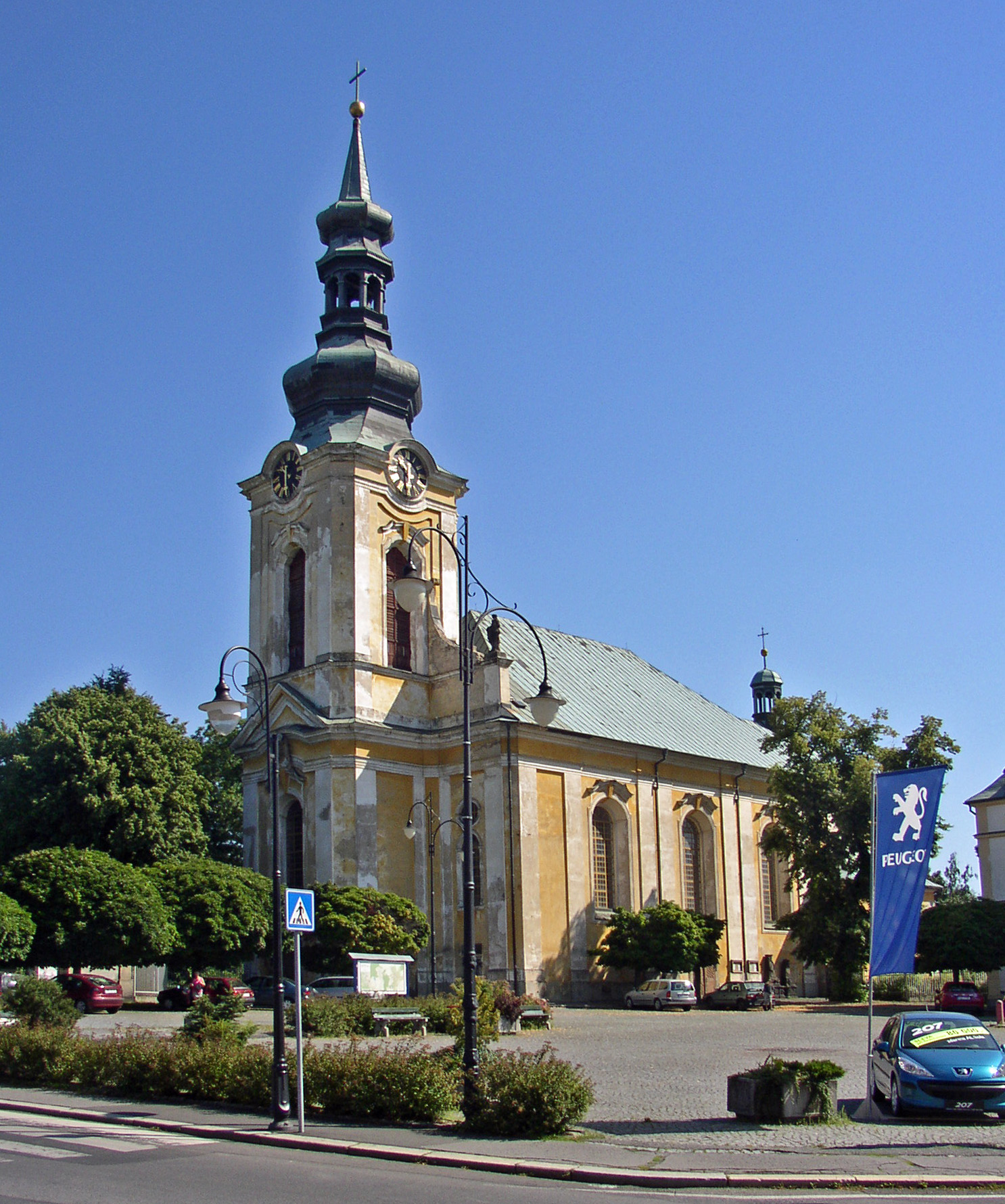
Kirche St. Peter und Paul

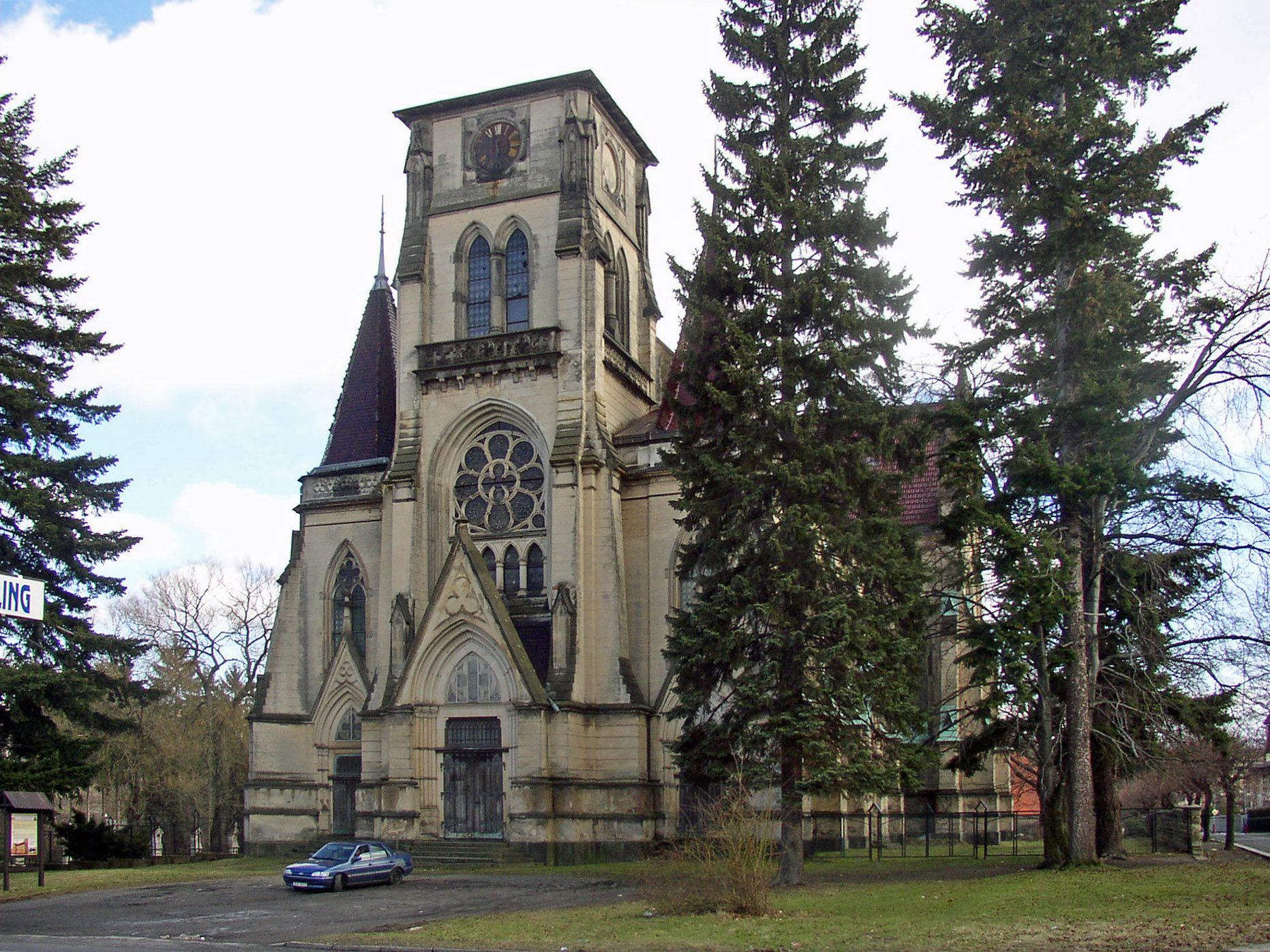
Borromäuskirche

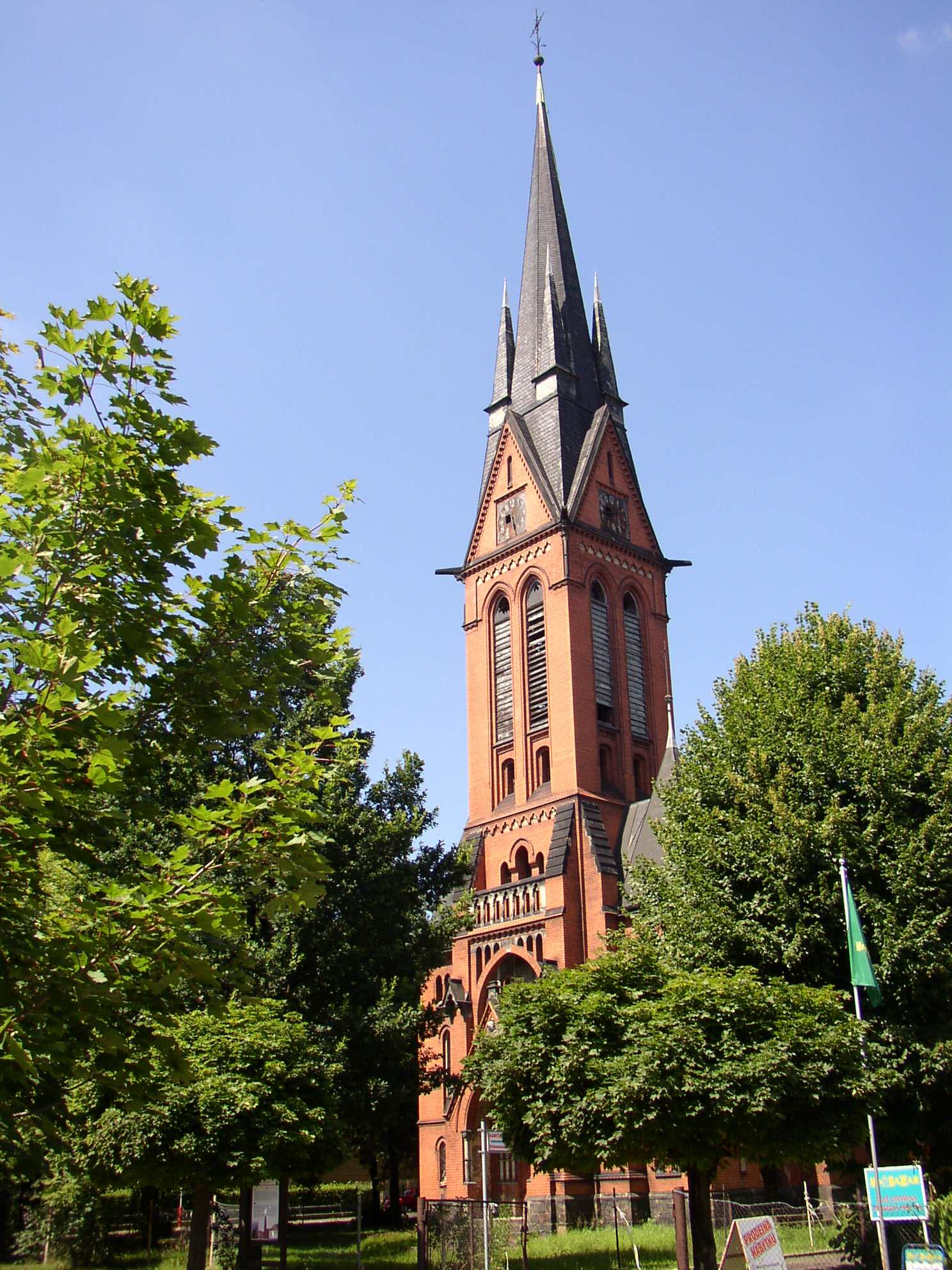
Evangelische Kirche

Das Dorf Warnsdorf wurde im Jahre 1352 erstmals erwähnt. Der Historiker Bohuslav Balbín nannte den Ort Wernardivilla. Das ursprünglich hier ansässige Rittergeschlecht waren die von Warnsdorf. Unter den einheimischen Familien, die hier im 16. und 17. Jahrhundert siedelten, waren auch die Nostitz. Im Laufe der Gegenreformation verließen viele Bewohner ihre Gehöfte und Grundstücke und wanderten nach Sachsen aus. Im Dreißigjährigen Krieg wurde Warnsdorf in der Osterwoche 1643 von Schwedischen Truppen geplündert. Von 1868 bis 1918 gehörte Warnsdorf zum Bezirk Warnsdorf, mit dem es bis 1918 verbunden blieb.
Gemäß dem Toleranzpatent des Kaisers Joseph II. aus dem Jahr 1781 wurde Warnsdorf neben Reichenberg Zentrum der Altkatholischen Kirche in Böhmen. Heute befindet sich hier die Konkathedrale der Tschechischen Altkatholischen Kirche. Ab 1871 war Warnsdorf ein politisches Zentrum der altkatholischen Reformbewegung gegen den Ultramontanismus, deren Organ, die Wochenzeitschrift ‚Abwehr‘, hier bis 1938 erschien.
Im 18. Jahrhundert entwickelte sich in Warnsdorf, wie auch in der benachbarten Oberlausitz, die Weberei. Es entstanden weitere Orte in der Umgebung:
- 1689 Neu Warnsdorf
- 1700 Floriansdorf
- 1727 Karlsdorf
- 1783 Alt Franzenthal
- 1800 Neu Franzenthal

Im Jahre 1849 vereinigten sich diese Dörfer mit Alt Warnsdorf zu dem mit 13.000 Einwohnern größten Dorf des Kaiserthums Oesterreich. Im gleichen Jahr endete die Patrimonialgerichtsbarkeit in Warnsdorf, die zuvor etwa 200 Jahre lang über sieben Generationen von der Familie Goldberg ausgeführt wurde. In den nachfolgenden Jahren bekleideten Mitglieder der Familie Goldberg von 1872 bis 1897 und 1905 bis 1914 das Amt des Bürgermeisters. Dadurch prägten sie die Stadtgeschichte Warnsdorfs nachhaltig. Die Familie ist heute in einem Familienverband organisiert und pflegt eine genealogische Datenbank zu Warnsdorf. Warnsdorf lag im Gerichtsbezirk Warnsdorf und war ab 1850 Sitz eines Bezirksgerichts sowie ab 1908 der Bezirkshauptmannschaft.
Bereits 1839 hatte der Fabrikant Anton Runge († 31. Dezember 1843), Inhaber der Leinen-, Baumwoll- und Druckwaren-Fabrik Anton Runge & Co., den Bau einer Gewerbe- und Handelsschule angeregt und hierfür einen Teil der Baukosten gestiftet; das neue Schulgebäude wurde 1844 eingeweiht und der Unterricht 1845 aufgenommen.
1868 erhielt Warnsdorf, das nun auf 15.000 Einwohner angewachsen war und auch als Klein Manchester bezeichnet wurde, das Stadtrecht. Um 1900 war Warnsdorf ein bedeutender Standort der Textilindustrie (u. a. für die Herstellung von Gewirken und Velveton). 1914 lebten in Warnsdorf etwa 30.000 Einwohner. Bekanntestes Unternehmen waren die Kunert-Strumpfwerke.
Nach dem Ersten Weltkrieg wurde Österreich-Ungarn der Vertrag von Saint-Germain diktiert. Das Selbstbestimmungsrecht der deutschsprachigen Bevölkerung im Sudetenland (Deutschböhmen und Deutschmährer), die im Oktober 1918 die eigenständigen Provinzen Deutschböhmen und Sudetenland gegründet hatten, blieb unberücksichtigt, und die Stadt wurde der neu gegründeten Tschechoslowakei zugeschlagen.
In der nachfolgenden Inflation der Geldwährung im benachbarten Deutschen Reich (1923) und durch die Weltwirtschaftskrise der Jahre 1929 bis 1932 kam es in Warnsdorf zu hoher Arbeitslosigkeit und Armut. Der Schmuggel über die nahe Grenze nach Sachsen wurde für viele Einwohner zur Existenzgrundlage. Laut Volkszählung 1930 hatte die Stadt 22.621 Einwohner (davon 19.963 Deutsche = 88 %, 1617 Tschechen = 7 %, 988 Ausländer = 4 % und 53 andere).
Nach dem Münchner Abkommen gehörte Warnsdorf von 1938 bis 1945 zum Landkreis Warnsdorf im Regierungsbezirk Aussig, im Reichsgau Sudetenland des Deutschen Reichs.
Im Zweiten Weltkrieg fand die Sudetendeutsche Partei Konrad Henleins viel Zuspruch. Als Henlein 1938 in Warnsdorf sprach, kamen 12.000 Zuhörer, und es wurde das Standrecht ausgerufen. 1939 lebten in der Stadt 21.000 Einwohner.
Nach dem Zweiten Weltkrieg wurde die Mehrheit der deutschsprachigen Bevölkerung von Warnsdorf vertrieben, ihr Vermögen unter Berufung auf das Beneš-Dekret 108 konfisziert, das Vermögen der evangelischen Kirche liquidiert und die katholischen Stadtkirchen wurden nach dem Februarumsturz 1948 enteignet.
Zwischen 1946 und 1949 war in Varnsdorf die erste Sorbische Oberschule untergebracht. Nach der Machtergreifung der Kommunistischen Partei 1948 in der Tschechoslowakei wurde diese in Übereinkunft mit den Behörden der SBZ geschlossen und die Schüler fortan in Bautzen unterrichtet. Einige Dutzend Sorben blieben jedoch in Varnsdorf und kehrten nicht in die Lausitz zurück. Am 22. Mai 1947 wurden in der Stadt 15.661 Bewohner gezählt.
Studánka und Světliny 1.díl (Lichtenhain) wurden 1980 eingemeindet.
Heute lebt in Varnsdorf eine große Bevölkerungsgruppe der Roma, deren Anteil im Vergleich zur übrigen Bevölkerung wächst.

## Sehenswürdigkeiten

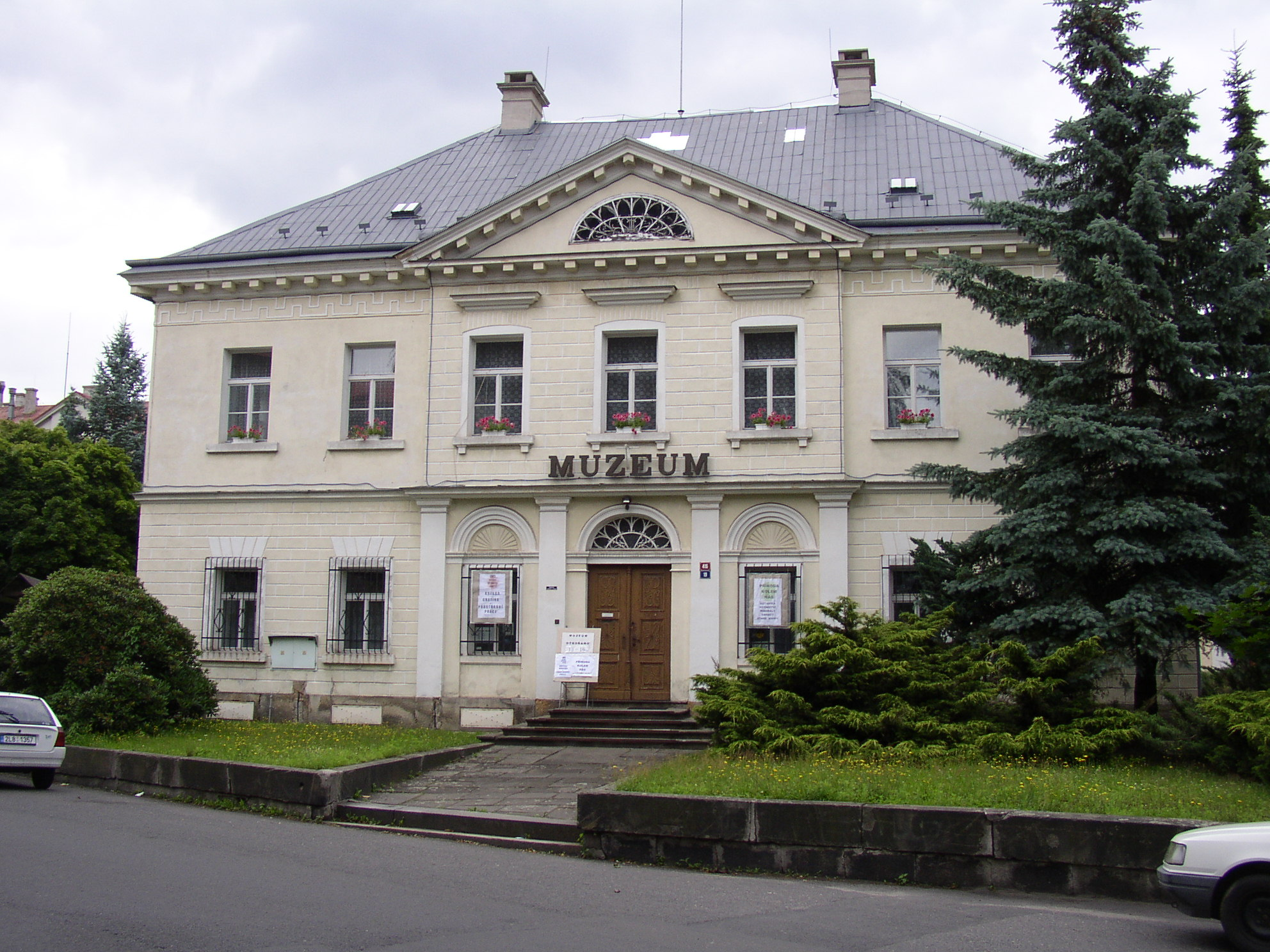
Museum

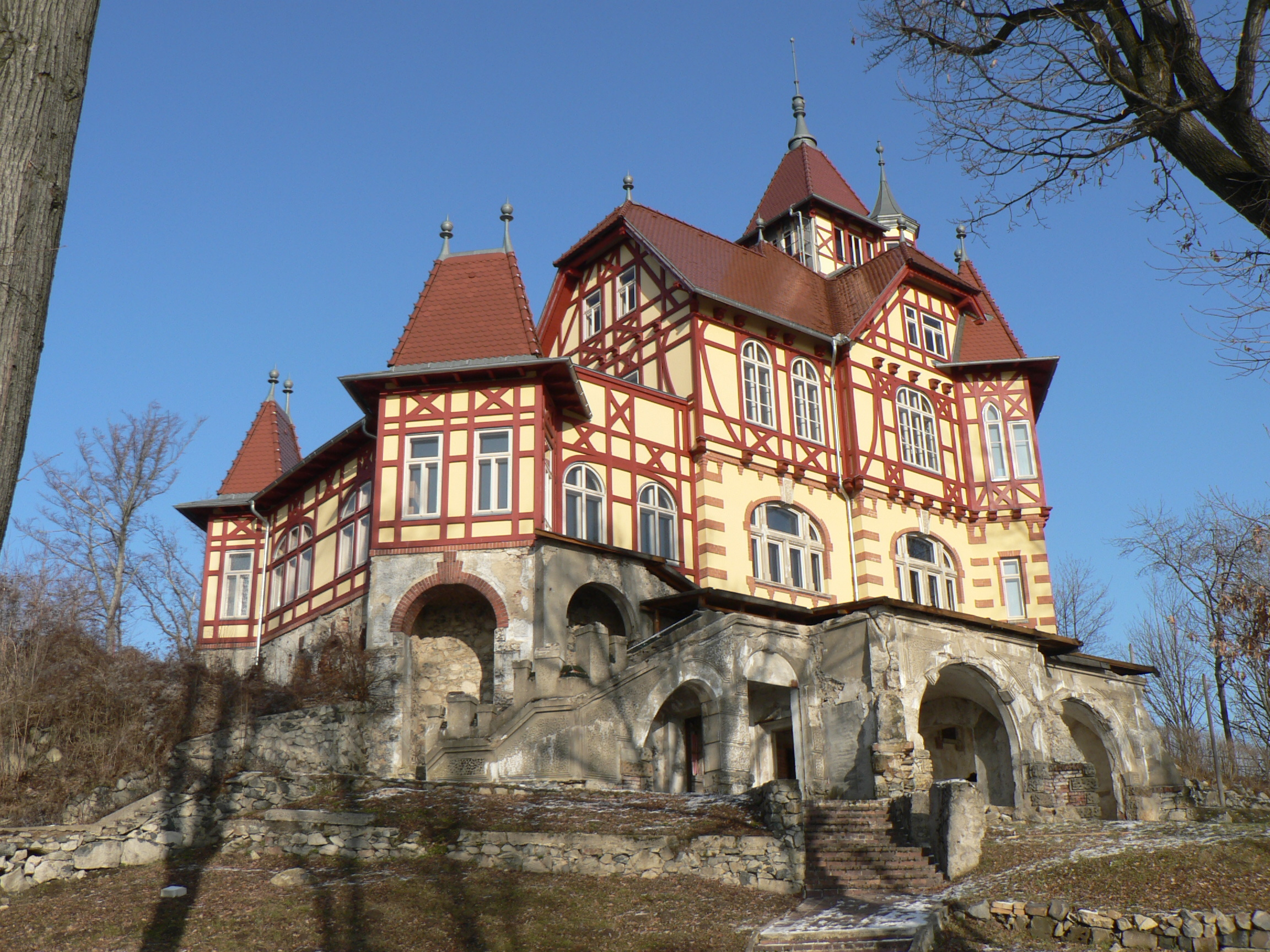
Ausflugsrestaurant auf dem Hrádek

Varnsdorf besitzt eine Reihe von Kulturdenkmälern. In der 1774 am Markt neu errichteten katholischen Kirche St. Peter und Paul erfolgte am 29. Juni 1830 die erste vollständige Aufführung von Ludwig van Beethovens Missa solemnis. 1872 wurde hier die erste altkatholische Gemeinde Österreich-Ungarns gegründet.
Ein Kuriosum stellt die Borromäuskirche aus dem Jahre 1911 dar. Sie ist als die Kirche ohne Turm, da der Turmbau wegen Geldmangels abgebrochen werden musste.
Auf dem 429 m hohen Burgberg (Hrádek) an der Landesgrenze bei Seifhennersdorf errichtete der Architekt Anton Möller 1904 im Auftrag und auf Kosten des Gebirgsvereins für das nördliche Böhmen die Burgbergwarte, ein luxuriöses Ausflugsrestaurant. Dieses markante Objekt auf dem Hausberg von Varnsdorf und Seifhennersdorf verfiel nach 1945 immer mehr. In den letzten Jahren erfolgte durch einen grenzüberschreitenden Förderverein eine Sanierung des zur Ruine verkommenen Bauwerkes, das bereits zu einem großen Teil wiederhergestellt werden konnte.
- Evangelische Kirche Varnsdorf
- Altkatholische Kirche Varnsdorf
- Varnsdorf verfügt über eines der letzten 70-mm-Kinos Europas im Centrum Panorama.[16]

## Einwohnerentwicklung
Bevölkerungsentwicklung bis 1945
| Jahr | Einwohner | Anmerkungen                                                                        |
| ---- | --------- | ---------------------------------------------------------------------------------- |
| 1820 | 02546     | in 385 Häusern                                                                     |
| 1830 | 03328     | in 427 Häusern                                                                     |
| 1843 | 04137     | in 463 Häusern                                                                     |
| 1850 | 09670     |                                                                                    |
| 1857 | 11.977    | am 31. Oktober                                                                     |
| 1869 | 13.180    |                                                                                    |
| 1880 | 15.162    |                                                                                    |
| 1890 | 18.268    |                                                                                    |
| 1900 | 21.150    | deutsche Einwohner                                                                 |
| 1930 | 22.621    | davon 19.953 Deutsche und 1.617 Tschechen                                          |
| 1939 | 21.179    | davon 1.593 Evangelische, 14.644 Katholiken, 3.862 sonstige Christen und elf Juden |

Bevölkerungsentwicklung nach Ende des Zweiten Weltkriegs
(Stand: 31.12. des jeweiligen Jahres)
| Jahr | Einwohner |
| ---- | --------- |
| 1947 | 15.706    |
| 1950 | 14.898    |
| 1960 | 15.671    |
| 1970 | 13.890    |
| 1980 | 16.770    |

| Jahr | Einwohner |
| ---- | --------- |
| 1990 | 16.755    |
| 2000 | 16.042    |
| 2010 | 15.867    |
| 2020 | 15.117    |
| 2022 | 14.837    |

## Wirtschaft

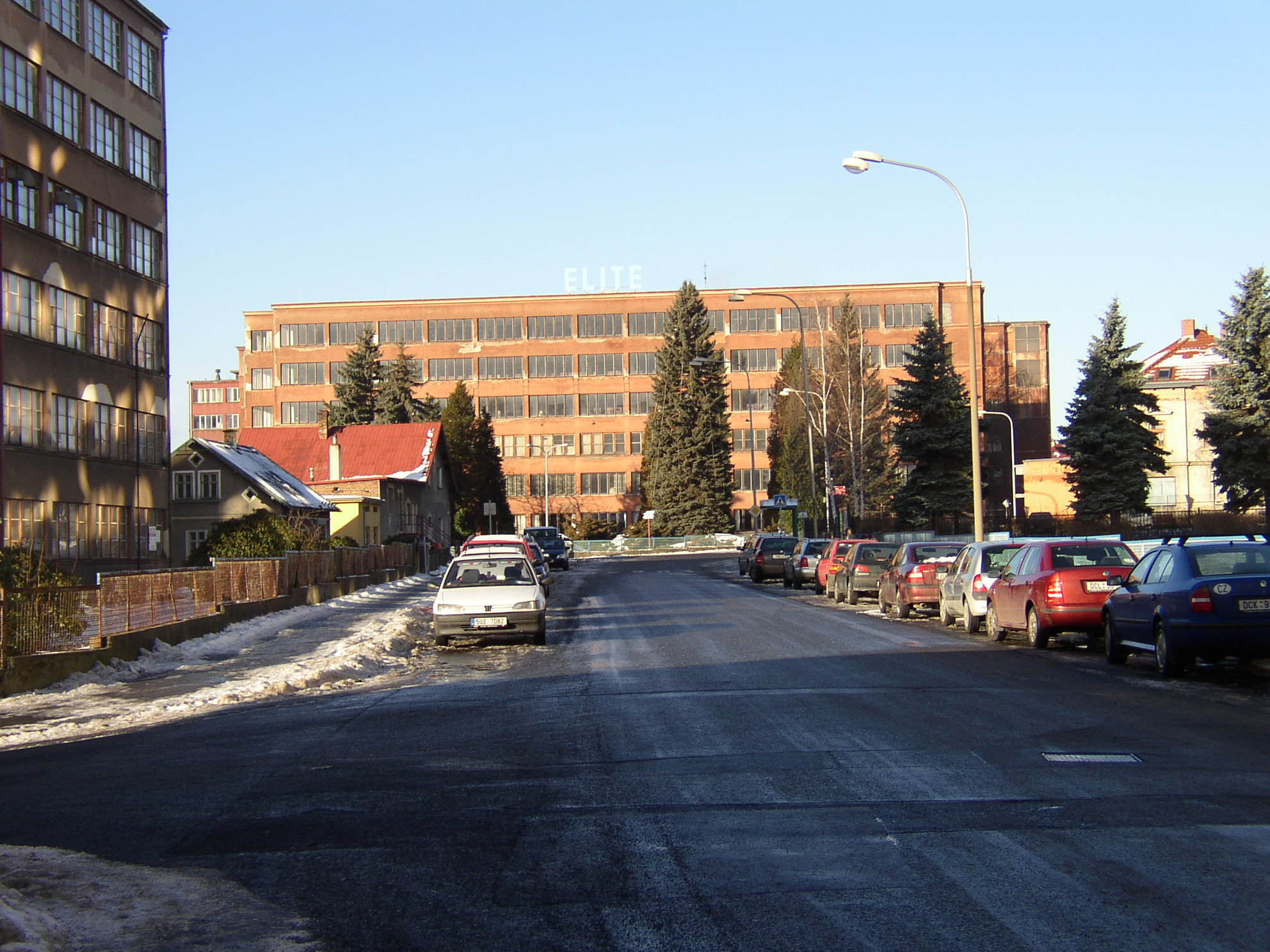
Ehemalige Firma Kunert & Söhne, jetzt ELITE Varnsdorf

Bis 1945 existierten zahlreiche Firmen der Textilindustrie:
- Julius Beer, mechanische Weberei, Warnsdorf 786
- G. A. Fröhlich´s Sohn, Weberei, Samt- und Druckfabrik AG., Warnsdorf 498; nach 1945 VELVETA Varnsdorf
- Karl Hanisch, mechanische Weberei, Druckfabrik und Appreturanstalt, Warnsdorf 506
- F. Kunert & Söhne, Wirkwaren- und Strumpffabrik, Warnsdorf 2087; nach 1945 Firma ELITE Varnsdorf
- Julius Kunert, Wirkwarenfabrik, Warnsdorf 1342
- Franz Liebisch´s Söhne, mechanische Weberei, Druckerei, Färberei und Appretur, Warnsdorf 948
- Johann Liebisch & Co., Wirkwaren, Webwaren, Samtfabrik, Färberei, Druckerei und Appretur, Warnsdorf 1053
- Brüder Perutz, Baumwollspinnerei und Weberei, Warnsdorf 1321; 1939 arisiert
- Brüder Richter, mechanische Baumwoll -und Halbwollwarenerzeugung, Garnfärberei, Stückfärberei, Zwirnerei und Appretur, Warnsdorf 1543
- Heinrich Richter, mechanische Weberei, Warnsdorf 1532
- Heinrich Stolle, Bleiche, Färberei, Appretur und Samtfabrik, Warnsdorf 989

sowie Maschinenfabriken u. a.
- W. Bönisch, Warnsdorfer Maschinenfabrik, Eisengießerei und Kesselschmiede, Warnsdorf 1277
- Arno Plauert, Werkzeugmaschinenfabrik, Warnsdorf 913; nach 1945 TOS Varnsdorf
- Richard Raupach, Maschinenfabrik, Warnsdorf 1812
- Franz Zimmer´s Erben, Maschinenfabrik und Eisengießerei, Warnsdorf 1357
- Johann Eduard Mildner, Papierindustrie, Warnsdorf 1748
- Brüder Böttcher GmbH, Steinzeugröhren- und Chamottewarenfabrik, Warnsdorf 1920, jetzt Brauerei Kocour

## Verkehr
Die Stadt liegt an der Eisenbahnstrecke Zittau–Großschönau–Seifhennersdorf–Eibau und besitzt zwei Grenzübergänge in die sächsische Landstadt Seifhennersdorf (Zollstraße) und die Gemeinde Großschönau (Hauptstraße) sowie einen weiteren touristischen Übergang nach Seifhennersdorf (Warnsdorfer Straße).
Der Bahnhof Varnsdorf liegt an der Strecke aus Rybniště und der Bahnstrecke Mittelherwigsdorf–Varnsdorf–Eibau. Es existieren an letztgenannter Verbindung außerdem die Haltepunkte Varnsdorf staré nádraží und Varnsdorf pivovar Kocour.

## Persönlichkeiten

### Söhne und Töchter der Stadt
- Hans von Warnsdorf († nach 1489), Landeshauptmann der Grafschaft
- Maximilian Rudolf von Schleinitz (1606–1675), Bischof von Leitmeritz
- Joseph Schubert (1754–1837), Violinist, Bratschist und Komponist
- Vincenz Pilz (1816–1896), österreichischer Bildhauer
- Gustav Robert Groß (1823–1890), Industrieller und Politiker
- Julius Dörfel (1834–1901), Architekt
- Karl Goldberg (1836–1897), Fabrikant und Politiker, Bürgermeister von Warnsdorf, Mitglied des böhmischen Landtages
- Mizzi Günther (1879–1961), Opern-, Operettensängerin und Theaterschauspielerin
- Heinrich Brandler (1881–1967), kommunistischer Politiker
- Reinhold Klaus (1881–1963), Maler, Grafiker und Buntglasmaler
- Hans Richter-Damm (1881–1937), Maler
- Erich Czech (1890–1966), Journalist
- Friedrich Bürger (1899–1972), Politiker (NSDAP) und SA-Standartenführer
- Julius Kunert (1900–1993), Textilindustrieller
- Rudolf Wittig (1900–1978), Bildhauer
- Robert Maresch (1903–1989), Politiker (GB/BHE, GDP, SPD)
- Franz May (1903–1969), Politiker (NSDAP) und SA-Führer
- Hans Plauert  (1913–1996), Industrieller, Arno Plauert Werkzeugmaschinenfabrik Geretsried/Oberbayern
- Walter Goldberg (1924–2005), schwedischer Wirtschaftswissenschaftler und Hochschullehrer
- Heinrich Pleticha (1924–2010), Schriftsteller
- Giselbert Hoke (1927–2015), Künstler
- Peter H. Feist (1928–2015), Kunsthistoriker
- Hans Ludwig (* 1929), Gynäkologe, Schriftsteller
- Leoš Suchařípa (1932–2005), Schauspieler, Übersetzer und Theatertheoretiker
- Walter Alfred Eltis (1933–2019), britischer Ökonom und Hochschullehrer
- Fritz Weisser (1933–2013), Lehrer, Musiker und Komponist
- Ingo König (* 1934), Agrarwissenschaftler
- Wilfried Weigner (1936–2006), deutscher Sportschütze (Weltmeister 1974 und 1976)
- Winfried Pilz (1940–2019), deutscher römisch-katholischer Priester, Präsident des Kindermissionswerks Die Sternsinger und Liederautor
- Ursula Staack (* 1943), Schauspielerin, Diseuse und Kabarettistin
- Evelyn Opela (* 1945), Schauspielerin
- Milan Hrabal (* 1954), Schriftsteller
- Roman Golombek (* 1976), deutscher Politiker (AfD)
- Jan Beneš (* 1982), Fußballspieler

### Mit Varnsdorf verbunden
- Ambros Opitz (1846–1907), Theologe und Verleger, lebte und starb hier
- Bjarnat Krawc (1861–1948), sorbischer Komponist und Dirigent, lebte ab 1945 in Varnsdorf.
- Arno Plauert (1876–1937), Industrieller Maschinenbau, ab 1903 Alleininhaber der ab 8. Januar 1906 firmierenden „Maschinenfabrik Arno Plauert“[25]
- Hugo Siegmüller (1889–1958), Maler, Grafiker (Landschaftsmalerei sowie Wintersportmotive) und Lehrer (Professor) in Varnsdorf
- Peter Weiss (1916–1982), Schriftsteller, Maler und Experimentalfilmer, lebte von 1936 bis 1937 in Varnsdorf.